# Liqeni i Dushkut
Liqeni i Dushkut är en sjö i Albanien.   Den ligger i prefekturen Qarku i Elbasanit, i den centrala delen av landet, 70 km sydost om huvudstaden Tirana. Liqeni i Dushkut ligger 766 meter över havet.
Omgivningarna runt Liqeni i Dushkut är en mosaik av jordbruksmark och naturlig växtlighet.  Runt Liqeni i Dushkut är det ganska tätbefolkat, med 62 invånare per kvadratkilometer.